# Altan Devter
L'Altan Devter ou Altan Debter (mongol : ᠠᠯᠲᠠᠨ
ᠳᠡᠪᠲᠡᠷ, VPMC : Altan debter, cyrillique : Алтан дэвтэр, MNS : altan devter, littéralement : livre d'or) est un ouvrage historiographique mongol, aujourd'hui disparu. Le Persan d'origine juive, Rashid al-Din (1247 — 1318), y a eu accès et en a rapporté quelques extraits dans ses chroniques Jami al-tawarikh.